# خوسيه لويس كورتيز
خوسيه لويس كورتيز هو لاعب كرة قدم إكوادوري، ولد في 21 نوفمبر 1979 في غواياكيل في الإكوادور. شارك مع منتخب الإكوادور لكرة القدم. أما مع النوادي، فقد لعب مع برشلونة جواياكويل وسوسيداد ديبورتيفو كيتو.

## وصلات خارجية
- خوسيه لويس كورتيز على موقع قاعدة بيانات كرة القدم.إي يو (الإنجليزية)
- خوسيه لويس كورتيز على موقع ناشيونال فوتبول تيمز (الإنجليزية)